# 양배추말이
양배추말이(洋----)는 양배추에 여러 가지 소를 넣어 만 음식이다.

## 만들기
소로는 쇠고기, 양고기, 돼지고기 등 고기를 기본적으로 사용하며, 마늘, 양파, 향신료 등으로 맛을 낸다. 쌀과 보리 등 곡물과 달걀, 버섯, 채소 역시 소로 사용된다. 양배추의 큰 잎만 쓰기 때문에, 작은 잎들은 소에 넣거나 소스를 만들 때 쓰기도 한다. 양배추 잎에 소를 넣어 만 뒤 굽거나 삶거나 또는 찌며, 소스를 곁들여 따뜻하게 먹는다. 중앙유럽에서는 토마토 소스를 쓰는 것이 일반적이다.

## 지역별 양배추말이

### 서아시아·서남유럽·북아프리카
아나톨리아에서 캅카스, 발칸반도에 이르는 지역에서는 양배추말이가 돌마나 사르마의 한 종류로 여겨진다. 튀르키예와 알바니아에서는 양배추 사르마(튀르키예어: lahana sarması 라하나 사르마스[*], 알바니아어: sarma me lakër 사르마 메 라커르)로, 아제르바이잔과 아르메니아에서는 양배추 돌마(아제르바이잔어: kələm dolması 캘램 돌마스, 아르메니아어: կաղամբով տոլմա 칼람보브 톨마)로 불리며, 몬테네그로, 보스니아 헤르체고비나, 북마케도니아, 불가리아, 세르비아, 슬로베니아, 코소보, 크로아티아 및 루마니아와 몰도바에서는 사르마(마케도니아어·불가리아어·세르보크로아트어·슬로베니아어: сарма, 루마니아어: sarma)로 불린다. 흔히 복수 형태인 사르말레(루마니아어: sarmale)로 불리는 루마니아식 사르마는 염장 발효 양배추인 바르저 아크러로 만들기도 한다.
레반트 지역에서는 말푸프(아랍어: ملفوف)로, 이집트에서는 마흐시 코론브(이집트 아랍어: محشي كرنب)로 알려져 있다. 이스라엘에서는 크루브 메물레(히브리어: כרוב ממולא)로 불린다.

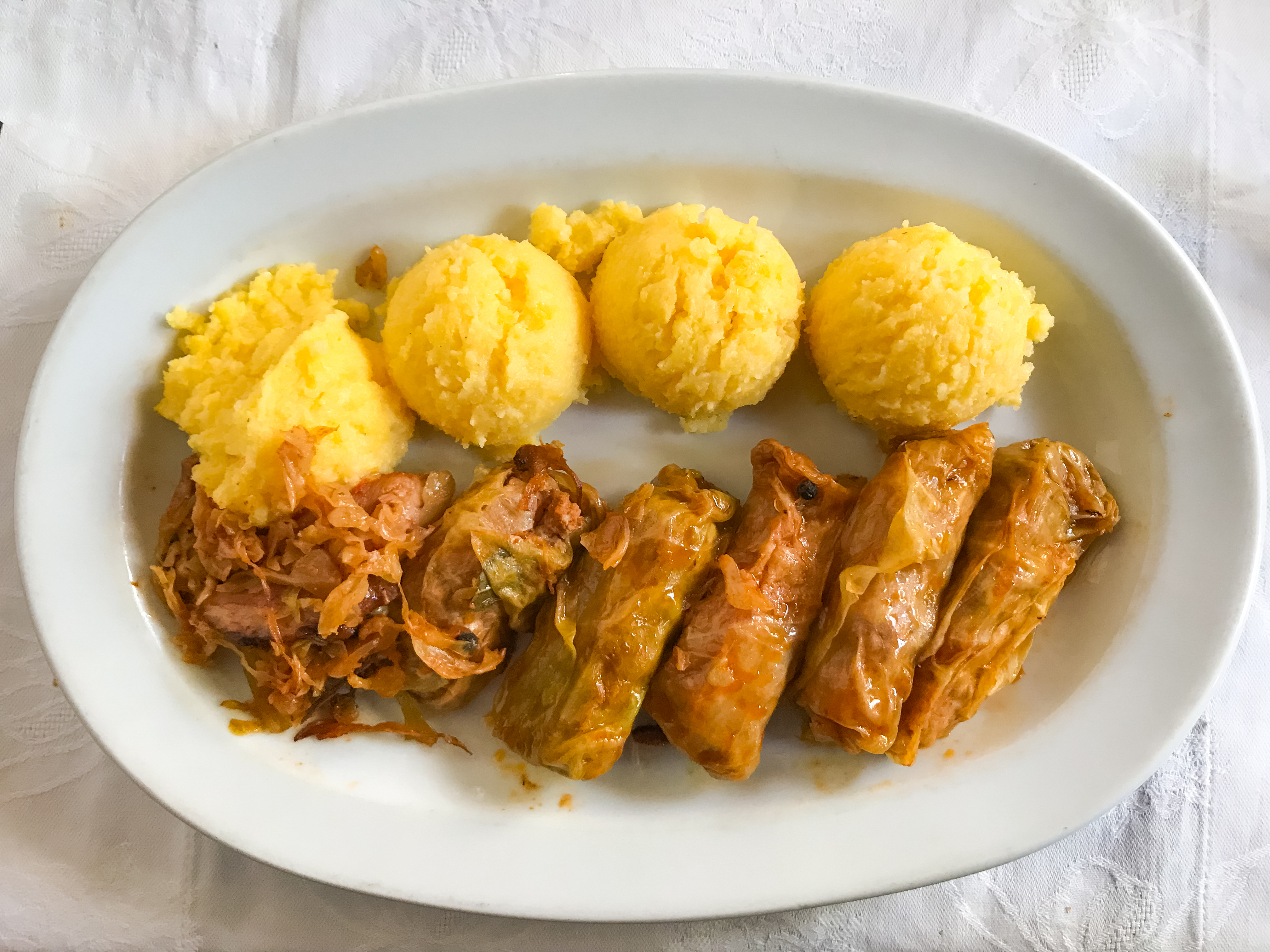
루마니아의 사르마와 머멀리거
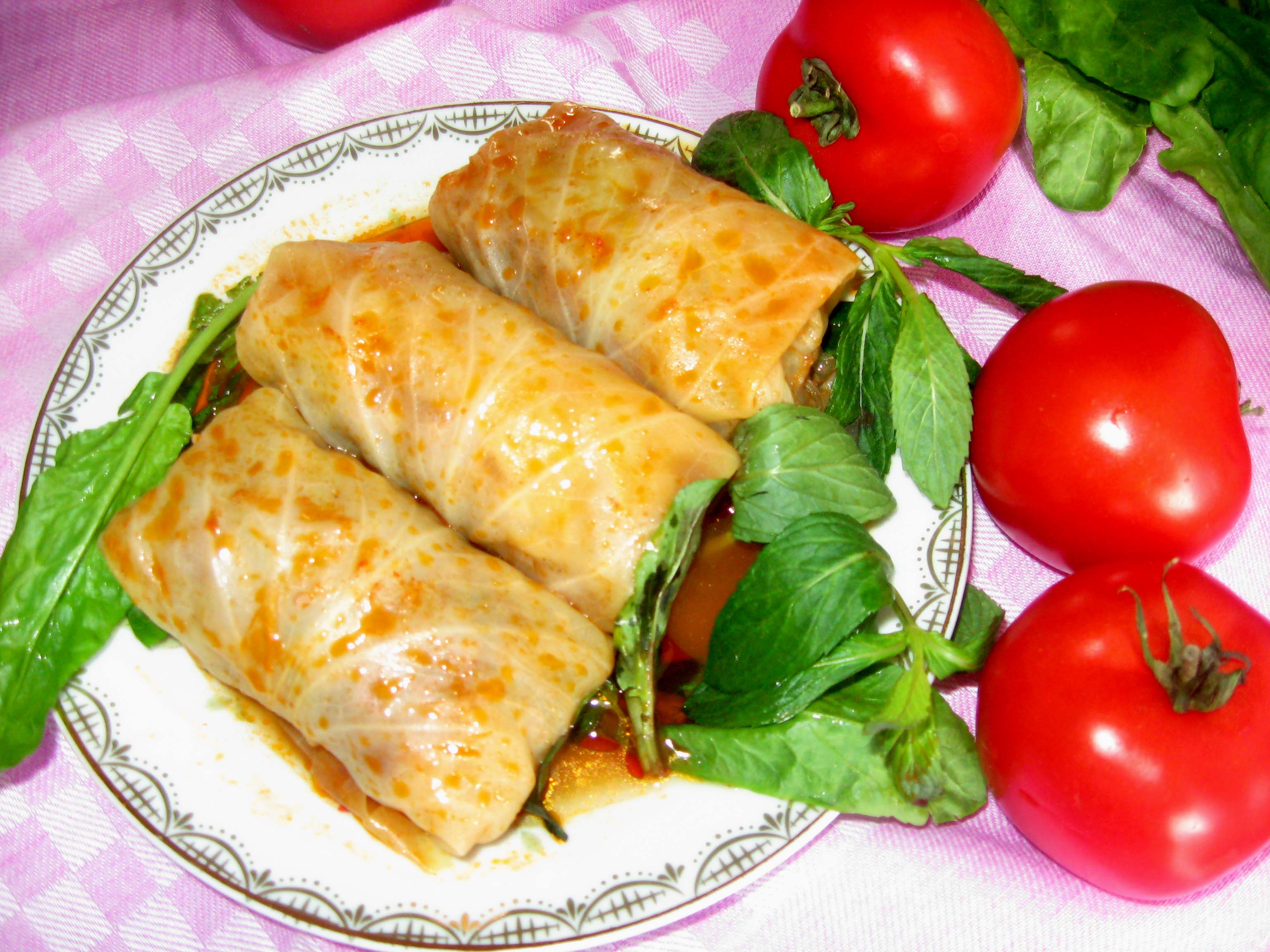
아제르바이잔의 캘램 돌마스(양배추 돌마)
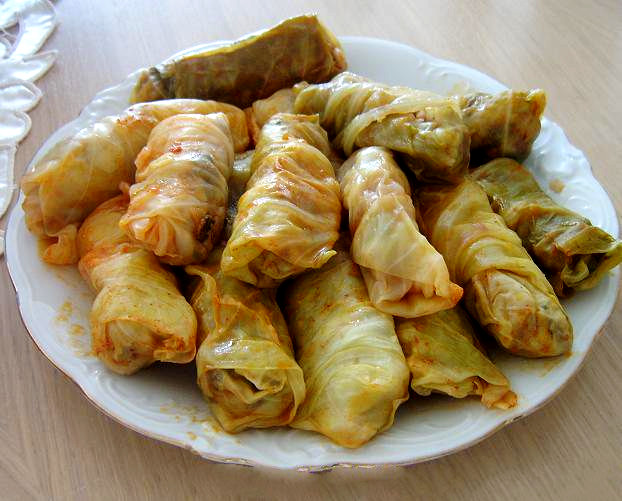
튀르키예의 라하나 사르마스(양배추 사르마)

### 동유럽·중앙유럽
폴란드에서는 고웡프키(폴란드어: gołąbki)로, 우크라이나에서는 홀루브치(우크라이나어: голубці)로 불린다. 인접한 러시아와 벨라루스에서도 골룹치(러시아어: голубцы), 할룹치(벨라루스어: галубцы) 등으로 불린다. 헝가리에서는 퇼퇴트 카포스터(헝가리어: töltött káposzta)로 불리며, 발트 지역에서는 발란델랴이(리투아니아어: balandėliai), 카포스투 티테니(라트비아어: kāpostu tīteņi), 캅사룰(에스토니아어: kapsarull) 등으로 불린다. 독일에서는 콜룰라데(독일어: Kohlroulade)나 크라우트비켈(독일어: Krautwickel)로 불리며, 오스트리아에서는 게퓔테스 크라우트(독일어: Gefülltes Kraut)라 부르기도 한다. 아슈케나즈 유대인들은 홀리슈케스(이디시어: האָלישקעס)라 부른다.

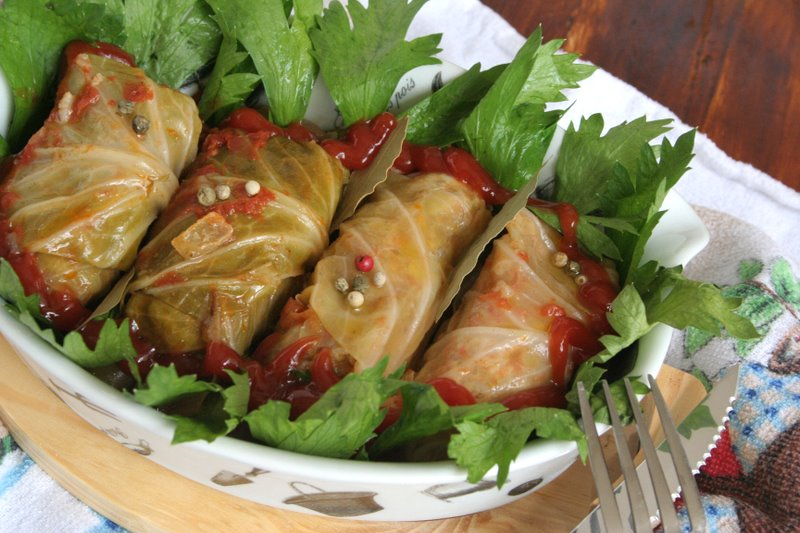
아슈케나즈 홀리슈케스
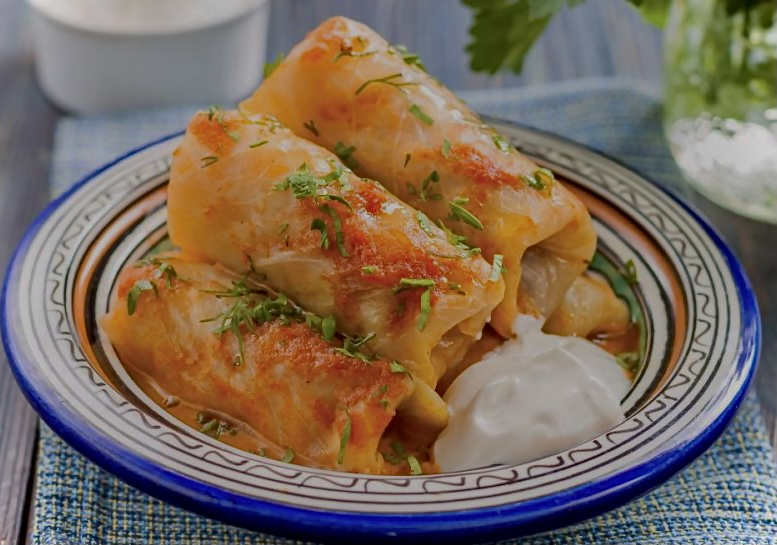
우크라이나의 홀루브치
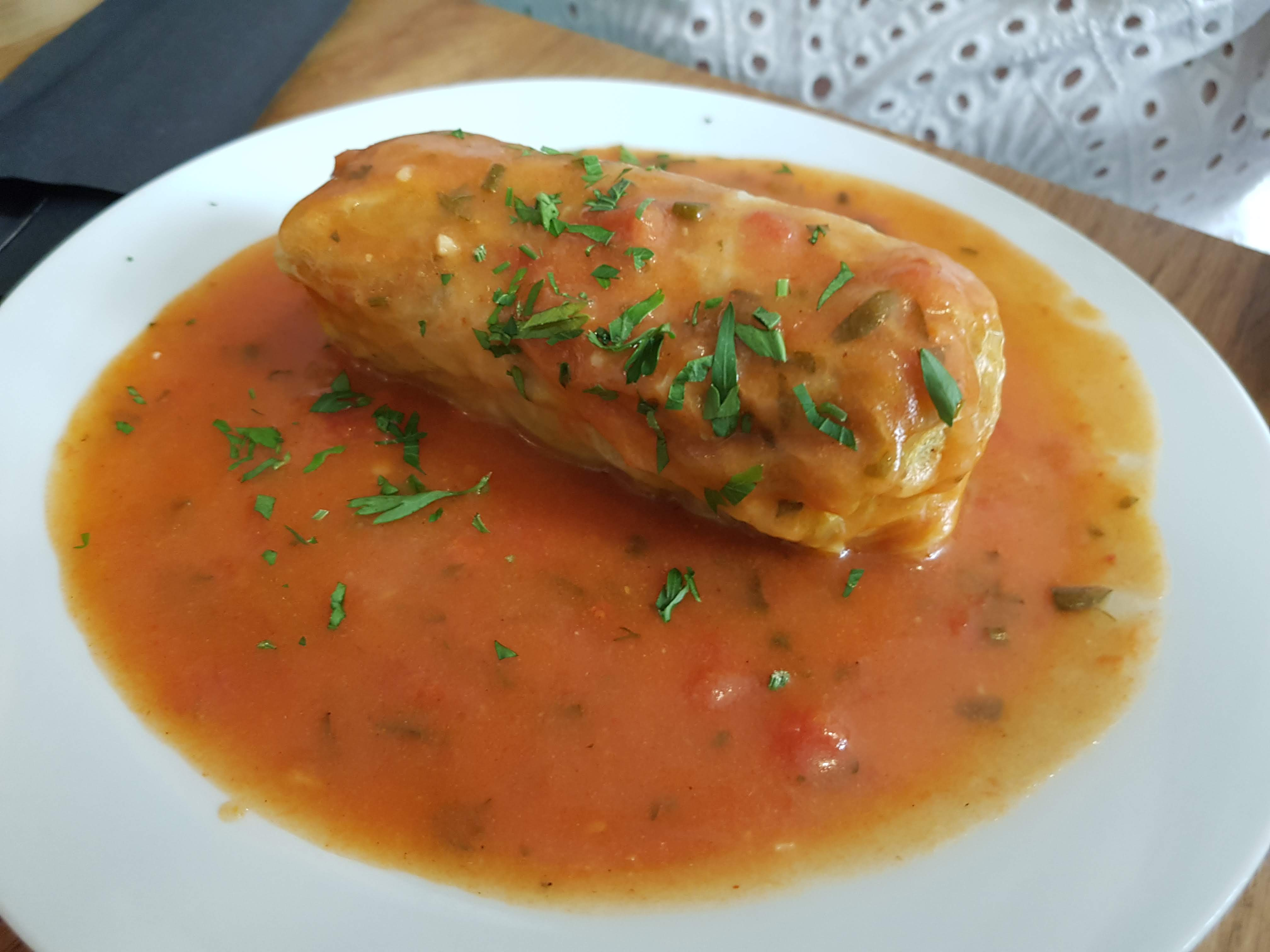
폴란드의 고웡프키

### 북유럽
스웨덴의 콜돌메(스웨덴어: kåldolme, 복수: kåldolmar 콜돌마르[*])는 서아시아의 돌마가 전해져 만들어진 음식이며, 핀란드에서는 칼리캐륄레(핀란드어: kaalikääryle, 복수: kaalikääryleet 칼리캐륄레트[*])로 알려져 있다. 쌀과 다진 돼지고기 소를 넣어 만 양배추 요리로, 월귤잼과 그레이비, 감자를 곁들여 먹는다.
콜돌마르는 동부 지중해 국가에서 인기가 있는 터키의 돌마를 스웨덴식으로 변형한 음식이다. 1709년 스웨덴의 카를 12세가 폴타바 전투에서 패배한 뒤 오스만 제국의 지배에 있던 몰다비아의 티기나로 피신하였다. 카를 12세는 탈출지에서 보낸 2년 동안 오스만 제국의 황제에게 그가 러시아를 쳐부술 수 있도록 설득하였다. 카를 12세는 전쟁을 일으키기 위해 오스만인들에게 돈을 빌린 후 스웨덴으로 돌아왔으며, 오스만의 몇몇 채권자들이 그의 뒤를 따라왔다. 오스만인 채권자들은 1716년에서 1732년까지 스톡홀름에서 살았다. 그 기간 동안 아마도 오스만의 돌마가 스웨덴에 소개가 되었던 듯하다.
1755년 카이사 바르그가 쓴 유명한 스웨덴의 요리책에 콜돌마르가 처음으로 언급이 되었다. 그 당시는 여전히 포도잎으로 만들었지만, 뒤에 양배추잎으로 대체되면서, 스웨덴에서 더 먹기 쉽게 되었다.

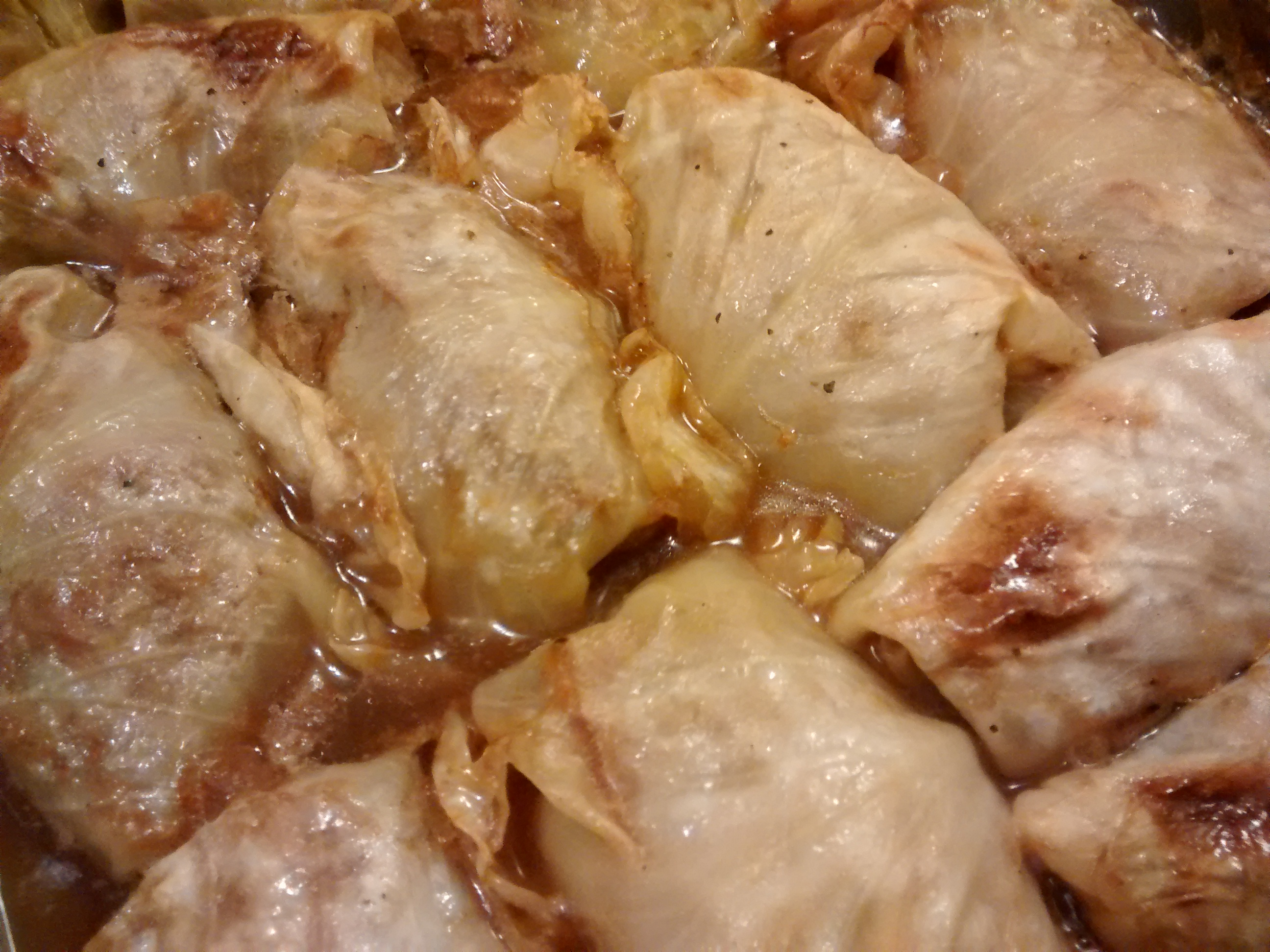
스웨덴의 콜돌마르

## 같이 보기
- 돌마
- 사르마
- 숭채만두
- 포도잎말이
- 소를 넣은 음식 목록